# Habenaria roxburghii
Habenaria roxburghii är en orkidéart som beskrevs av Dan Henry Nicolson. Habenaria roxburghii ingår i släktet Habenaria och familjen orkidéer. Inga underarter finns listade i Catalogue of Life.

## Bildgalleri

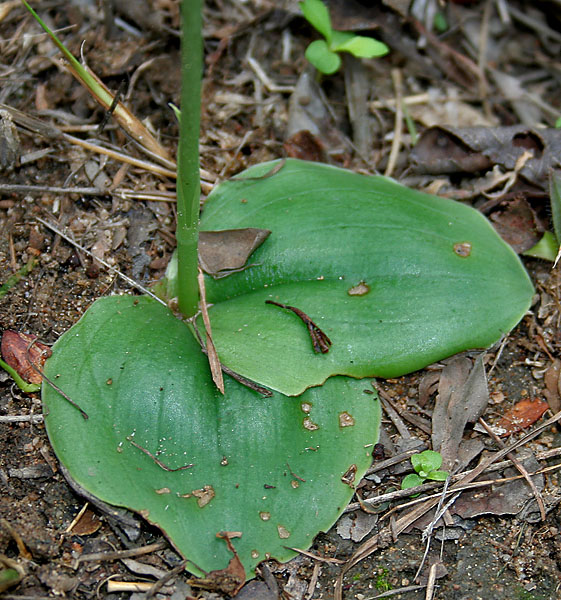